# Los Angeles - Cannes solo andata
 Los Angeles Cannes solo andata (Ballad of the Nightingale) è un film del 1999 diretto da Guy Greville-Morris.

## Trama
Mo, bella squillo di Los Angeles, riesce a conquistare e a sposare un famoso regista di Hollywood tentando la sorte nel turbine mondano del festival del cinema di Cannes. Per arrivarci si fa prestare i soldi dallo zio mafioso Frankie in cambio d'una “piccola commissione”: tra miliardari, stars del cinema, modelle, gangsters di Cosa Nostra, nella kermesse del cinema francese nascono incontri, amicizie, equivoci e amori fino al sospirato lieto fine.